# Sumberjo (Jombang)
Sumberjo is een bestuurslaag in het regentschap Jombang van de provincie Oost-Java, Indonesië. Sumberjo telt 2421 inwoners (volkstelling 2010).